# Jesu (álbum)
Jesu es el título del primer álbum de la banda de post-metal y shoegazing Jesu. Este álbum fue liberado el 25 de enero de 2005 por el sello discográfico Hydra Head Records, mientras que en Japón fue liberado por el sello discográfico Daymare Recordings. En este álbum Jesu incorporó al batería Ted Parsons y al bajista Diarmuid Dalton, además del guitarrista Paul Neville en calidad de invitado, mientras Justin Broadrick, el fundador original de la banda, fue voz, guitarra, bajo y programación dentro de este álbum.  En 2016, este álbum fue seleccionado como uno de los 50 mejores álbumes de post-rock por la revista Paste, situándose en el lugar #49.

## Canciones
Las canciones de este álbum fueron escritas y producidas desde 2001 por Justin Broadrick. El álbum fue grabado primeramente por Avalanche Recordings, el sello discográfico independiente perteneciente a Broadrick. La versión del sello discográfico Hydra Head Records incluyó las ocho primeras canciones de la lista. Las dos últimas canciones corresponden al bonus-track exclusivo de la versión japonesa del álbum, liberada por el sello discográfico Daymare Recordings.

### Lista de canciones
1. «Your Path to Divinity» – 9:14
2. «Friends Are Evil» – 9:43
3. «Tired of Me» – 9:30
4. «We All Faulter» – 6:56
5. «Walk On Water» – 11:23
6. «Sun Day» – 10:02
7. «Man/Woman» – 9:28
8. «Guardian Angel» – 8:06
9. «Your Path to Divinity (The Endless Path)» – 9:22
10. «Friends Are Evil (Highest Throne)» – 11:31

## Créditos
- Voz: Justin Broadrick
- Guitarra: Justin Broadrick, y Paul Neville en la canción 7.
- Bajo: Justin Broadrick, y Diarmuid Dalton en las canciones 1, 3, 4, y 8.
- Batería: Ted Parsons en las canciones 1, 3, 4, y 8.